# Mariä Himmelfahrt (Außernzell)

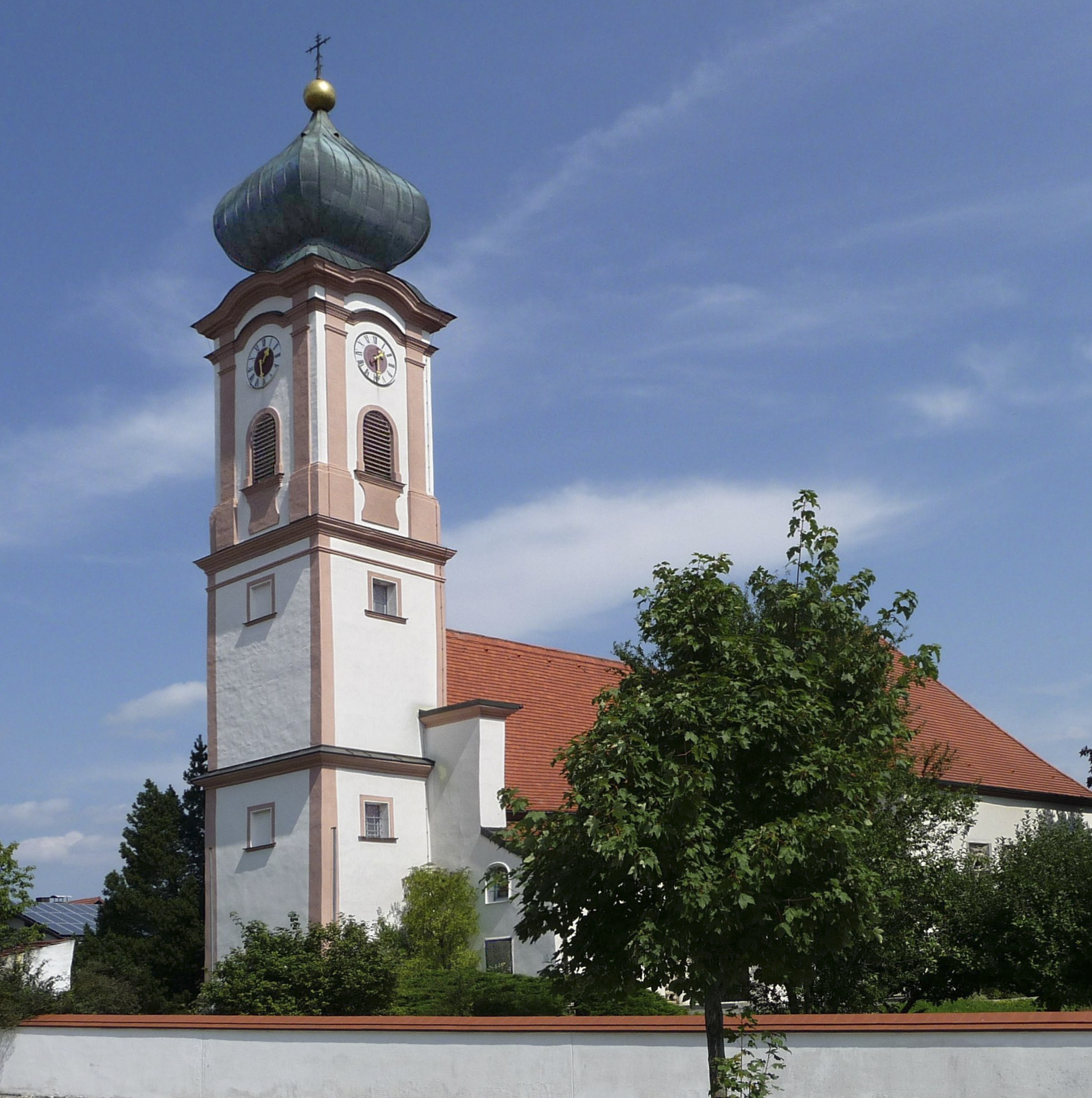
Mariä Himmelfahrt in Außernzell

Die römisch-katholische Pfarrkirche Mariä Himmelfahrt steht in Außernzell, einer Gemeinde im niederbayerischen Landkreis Deggendorf. Sie ist in der Liste der Baudenkmäler in Außernzell als Baudenkmal unter der Nr. D-2-71-114-1 eingetragen. Die Kirche gehört zum Dekanat Osterhofen im Bistum Passau.

## Beschreibung
Die gotische Saalkirche wurde im 14./15. Jahrhundert erbaut. Sie besteht aus dem Langhaus und dem eingezogenen, dreiseitig geschlossenen Chor zu zwei Jochen im Osten. 1972/73 wurde sie durch Einfügung eines Querschiffs in das Langhaus zur Kreuzkirche erweitert. Dem Langhaus wurde 1762/62 im Westen ein Kirchturm mit Zwiebelhaube vorgesetzt. 

## Orgel
Eine 1981 für die Bethelkirche in Bodegraven von J. L. van den Heuvel Orgelbouw gebaute Orgel wurde 2021 an die Mariä-Himmelfahrt-Kirche in Außernzell verkauft und etwas verändert dort aufgebaut. Das seitenspielige Instrument verfügt heute über zwölf klingende Register auf zwei Manualen und Pedal. Die aktuelle Disposition lautet:
| I Hauptwerk C–g3 |    |
| Principal        | 8′ |
| Rohrflöte        | 8′ |
| Oktave           | 4′ |
| Sesquialter II   |    |
| Superoktave      | 2′ |
| Mixtur III–IV    | 2′ |
| Fagott           | 8′ |

| II Nebenwerk C–g3 |       |
| Hohlflöte         | 8′    |
| Rohrflöte         | 4′    |
| Nasard            | 2 ⁄3′ |
| Octave            | 2′    |

| Pedal C–f1 |     |
| Subbass    | 16′ |
| Principal  | 8′  |

- Koppeln: II/I, I/P, II/P